# Тюльпанове дерево (Івано-Франківська область)
Тюльпанове дерево — ботанічна пам'ятка природи місцевого значення. Об'єкт розташований на території Косівського району Івано-Франківської області.
Площа — 0,0100 га, статус отриманий у 1972 році.